# Tonesprog
Tonesprog er de af verdens sprog som bruger tonehøjde (frekvens) som en af de meningsbærende lydkontraster. I tonesprog fungerer tonehøjden som et fonem, der adskiller betydningen af to stavelser på samme måde som de forskellige vokal- og kontantfonemer. Tonesprog er sjældne i Europa, men almindelige i Sydøstasien og Afrika. De kinesiske sprog (f.eks. Mandarin, Kantonesisk) er velkendte tonesprog. Mange tonesprog skelner kun mellem høj og lav tone - et system som kaldes toneaccent. Andre sprog skelner mellem tre tonehøjder (høj, lav, neutral), og få sprog skelner mellem fire tone højder. Mange sprog har desuden konturtoner der kombinerer flere tone højder (f.eks. stigende, faldende, stigende-faldende, høj faldende, lav stigende etc.). Alle kendte sprog bruger tonefald til at indikere betydningsforskelle, men tonesprog er anderledes fordi tonekontrasterne er en del af sprogets fonologi (lydsystem).
Her under gives en lydoptagelse med stavelsen ma udtalt med de fire hovedtoner i Mandarin kinesisk. Hver stavelse er et forskelligt ord kun adskilt af forskellen i tone: mā "mor", má "hamp", mǎ "hest", mà "skælde ud".